# ウィーン条約 (1731年)
ウィーン条約（ウィーンじょうやく、英語: Treaty of Vienna）は1731年3月16日に神聖ローマ帝国のプリンツ・オイゲン、フィリップ・ルートヴィヒ・ヴェンツェル・フォン・ジンツェンドルフ伯爵、グンダケル・トーマス・シュターレンベルク伯爵、そしてイギリスの駐ウィーン大使サー・トマス・ロビンソンの間で締結された条約。条約により英仏同盟が解消、英墺同盟が成立した。オーストリアがオステンド会社の解散に同意したことはイギリス政府を喜ばせた。両国は敵国の侵攻に対する相互防衛を約した。
スペインは1731年7月22日に同条約に署名した。条約はスペイン王フェリペ5世の息子カルロスをパルマ公として承認した。